# 罗浮锥
罗浮锥（学名：Castanopsis faberi），又名草野锥果、细刺苦槠，为壳斗科锥属下的一个种。生于约2000 米以下疏或密林中、有时成小片纯林。分布于中国长江以南大多数省区。越南、老挝也有分布。模式标本采自广东博罗（罗浮山）。
种名 faberi 以19世纪来中国传教、收集植物的德国植物学家花之安（Ernst Faber, 1839-1899）的名字命名。